# Roman Szymański (działacz socjalistyczny)
Roman Szymański (ur. 1900, zm. 8 sierpnia 1931 w Krakowie) – polski działacz socjalistyczny związany z Krakowem, pierwszy mąż Wandy Wasilewskiej. 

## Życiorys
Studiował matematykę na Uniwersytecie Jagiellońskim, gdzie poznał Wandę Wasilewską (ślub wzięli w lutym 1925). Działał w Polskiej Partii Socjalistycznej (był członkiem egzekutywy OKR), związkach zawodowych (m.in. jako sekretarz Związku Zawodowego Pracowników Przemysłu Chemicznego) oraz OM TUR. Zmarł w 1931 na tyfus. Jego pogrzeb miał charakter świecki, przemawiał na nim m.in. Bolesław Drobner. 
Po II wojnie światowej był patronem ulicy w Krakowie. Z Wandą Wasilewską miał córkę Ewę Szymańską (ur. 1928).